# 切尔努斯科隆巴尔多内
切尔努斯科隆巴尔多内（義大利語：Cernusco Lombardone），是意大利莱科省的一个市镇。总面积3平方公里，人口3862人，人口密度1287.3人/平方公里（2009年）。国家统计（ISTAT）代码为097020。